# 1427
Năm 1427 là một năm trong lịch Julius.

## Sự kiện
Lê Lợi đánh đuổi giặc Minh, khôi phục lại non sông Việt Nam

## Mất
- Tướng Liễu Thăng